# Pariška izjava
Pariška izjava, punim imenom Pariška izjava: Europa u koju možemo vjerovati ↓b1 (engl. The Paris Statement - Europe we can believe in) naziv je javne izjave skupine europskih intelktualaca potpisane početkom listopada 2017. u svrhu podizanja svijesti o nijekanju, potistiskivanju i dskriminiranju kršćanske tradicije i vrijednosti na kojima je utemeljena cjelokupna suvremena europska povijest, kultura i svijest.
Objavljena je i s ciljem skretanja pažnje na nemogućnost provedbe "utopijskoj europejizma", politike potpunog političkog, vrijednosnog, etničkog, kulturnog i dr. ujedinjenja Europe u obliku Europske unije kao naddržavne i nadnarodne zajednice istog političko-gospodarskog i vrijednosnog sustava.
Izjava je naišla na vrlo maleni odjek u europskoj i svjetskoj javnosti. Uglavnom se proširila kršćanskim i konzervativnim krugovima, dok je u neliberalnim proeuroskim medijima glavne struje bila spomenuta samo u kontekstu satire i ismijavanja.

## Pozadina
Parška izjava nastala je kao odgovor na jačanje dugogodišnje unitarističke politike Europske unije i njezino odmicanje od kršćanskih temelja, kulture i tradicije, koje je zamahom neoliberalnog pokreta građanskog društva utemeljenog na potpunoj jednakosti (egalitarizmu) svih njezinih stanovnika s politikom brisanja kulturnog i povijesnog (pretežito kršćanskog i narodnog) naslijeđa, zaprijetila stvaranju krize europskog identiteta i preispitivanja njezinih vrijednosti. Kako su sociološka, antroploška i kulturološka znanstvena istraživanja pokazala štetnost krajnje jedakosti i kulturno-vrijednosne uniformiranosti koja dovodi do prevladavjućeg jednoumlja, promoviranog u medijima glavne struje i putem sličnih sadržaja zastupljenih u masovnoj i popularnoj kulturi te političkom stavu EU.
Na sjednici Europskog vijeća, sastanku europskih državnika održanom na Malti početkom siječnja 2017. predsjednik Vijeća Donald Tusk okupljenima je u svom govoru istaknuo kako je ugroženost Europe zbog nedovoljne aktivnosti u pronalaženju "novih načina povezivanja" kao jačanja europskog zajedništva među europskim državama, posebice članicama EU. Kao tri glavne prijetnje jačanju europskog zajedništva, Tusk je istaknuo:

#### Nova geopolitička situacija
Pod njom Tusk podrazumijeva "rastuću samosvijest Kine", njezino gospodarsko, vojno i geopolitičko jačanje te utvrđivanje naslova svjetske supersile koje ne uključuje napuštanje komunizma kao političkog sustava, ali naglašava kontrolirano gospodarsko otvaranje jačoj trgovinskoj razmjeni i stranim ulganjaima u nju. U "agresivnoj politici Rusije" ističe Putinov autoritarni režim i jačanje kulta ličnosti kao glavno obilježje unutarnje politike, dok agresivnom naziva aktivnu uključenost u Bliskoistočne sukobe (Građanski rat u Siriji, borba protiv ISIL-a) i nastavak rata vezanog uz rusku aneksiju Krima na području istoka Ukrajine. Uz Rusiju je odmah povezao i "zabrinjavajuće poteze nove američke administracije", aludirajući na Trumpovu protekcionističku i jasnije određenu vanjsku politiku te vojno-političku napetost vezanu uz nuklearno nadmetanje sa Sjevernom Korejom.
Povezujući djelovanje SAD-a i Rusije, spominje se i "anarhija na Bliskom istoku" u kojoj gotovo nema (osim Kurda) stabilne vojne organizacije koja bi se uspješnije i jasnije suprotstavila Islamskoj državi, koja je skromno spomenuta u "ulozi radikalnog islama", iako su njezini zločini, za razliku od onih Boko Harama u Nigeriji ili islamskih fundamentalista u Sudanu i Somaliji, jednoznačno osuđeni kao iskaz nesnošljivosti prema drugim etničkim ili vjerskim zajednicama. U vjerskom značenju Tusk je spomenuo judeoislamski sukob u Palestini, ali ne i zločine i progone nad kršćanima, koji su u prethodnoj 2016. bili najugroženija vjerska skupina uopće, kako u Arapskom svijetu, tako i u Kini, Sjevernoj Koreji i Africi. ↓b2

#### Ksenofobija i porast nacionalizma
Kao rezultat nedovoljne aktivnosti pojedinih članica EU (aluzija na države Višegradske skupine) koje su odbile sudjelovati u nametnutnim i programima zbrinjavanja useljenika s područja Arapskog svijeta Sjeverne Afrike i Bliskog Istoka koje EU proglasila bezuvjetnima na pridržavanje svim svojim članicama, spomenuo je ksenofobiju i rastući nacionalizam, kao odgovor na useljeničku politiku EU. Dio javnosti kasnije je spočitavao Tusku jednostrani prikaz uvjetovanosti europske migracijske krize ratom, iako se ISIL nalazio pred porazom te veliki dio okupiranih područja oslobođen i stavljen pod upravu bliskoistočnih država.
S druge strane, izostala je dublja analiza mogućih posljedica politike otvorenih granica, koje su u Njemačkoj i Švedskoj dovele do defunkcionalizacije pojedinih dijelova države ↓b3, zakazivanja snaga javnog reda (brojni teroristički napadi na europskom tlu u 2016.) i iscrpljivanja državnih proračuna, zbog kojeg je kritična masa u Njemačkoj okupljena oko Alternative za Njemačku, kao i Nacionalna fronta u Francuskoj svojim izbornim rezultatima značajno utjecala na političko stanje primoravši glavne suprotstavljenje stranke (socijaliste i demokrate) na udruživanje u velike koalicije. Spomenute stranke kasnije su značajno utjecale i na rezultate predsjedničkih izbora u Francuskoj (poraz Marine Le Pen u 2. krugu ↓b4) i Austriji (pobjeda Sebastiana Kurza) iste godine.

## Ideje kršćanske Europe
Iako su sastavljači i potpisnici Izjave u njoj istaknuli kako Europa nije oduvijek bila kršćanska, ali je neupitan njezin snažan utjecaj u tvorbi Europe. Kršćanstvo je europi dalo brojne duhovne, umjetničke, kulturne i političke prinose. To seprvenstveno odnosi na srednjo i kasno srednjovjekovlje, koji su obilježili sukobi i potom konačni crkveni raskol (šizma) između Katoličke Crkve s rimskim papom i Pravoslavne Crkve na čelu s carigradskim patrijarhom. One su svaka na svoj način utjecale na zapadni, sjeverni i srednji (katoličanstvo) odnosno jugoistočni i istočni dio europskog kontinenta (pravoslavlje), ali sa zajedničkim načelima i stavovima u naučavanju Kristova života. Zbog toga je, iako politički i dijelom kulturno, razdijeljena, Europa ostala vjerski jedinstvena, što joj je kasnije pomoglo u očuvanju cjelvitosti kroz zajedničku borbu protiv Osmanlija.

### Srednjovjekovlje
Kroz već dio europske povijesti ispreplitali su kršćanstvo i politička Europa. To se poglavito odnosi na razdoblje srednjovjekovne povijesti sa snažnim utjecajem crkve na političku vlast, prožimanje duhovnog i svjetovnog, svetog i profanog, odnos vjere i razuma te filozofske i teološke etike u pitanjima vlasti. Uloga Papinske Države bila je vrlo snaža u pretkolumbovskoj Europi, u vrijeme trgovačke, kulturne i političke prevlasti Sredozemlja, prije otkrivanja Novog svijeta, koje je dovelo do jačanja Ujedinjenog Kraljevstva i ostalih priatlantskih država. Tom promjenom, došlo je i do promjene u mentalitetu i odnosima koje je dovelo do jednostranih poteza Reformacije i odvajnja protestantizma, ali i dalje pod zajedničkim okriljem kršćanstva.
Osim snažne političke uloge crkve i utjecaja (brojni plemići bili su biskupi i nadbiskupi), kršćanstvo, prije svega Katolička Crkva, bila je najveći promicatelj znanosti i umjetnosti tijekom renesanse i baroka, gdje su upravo u prevladavajuće umjetničkoj Italiji ostvarena najveća književna (talijanska trojka Petrarca, Boccaccio i Dante), arhitektonska, likovna, kiparska, glazbena i dr. ostvarenja. Uz Italiju, i ostale perjanice europske kulture Francuska i Španjolska bile su katoličke, odnosno kršćanske zemlje. S druge strane, pravoslavno Bizantsko Carstvo očuvalo je europski identitet i u rubnim predjelima JI Europe, čak ga i proširio na područja Bliskog Istoka, Kavkaza, Turske i Egipta (koptski kršćani). Zapadni dio tog prostora, zbog snažnog istonoeuropskog utjecaja tijekom stoljeća, kasnije će se tijekom 20. stoljeća smatrati dijelom Europe i potaknuti rasprave o različitosti europskih zemljopisnih i kulturno-povijesnih granica i utjecaja.

### Reformacija i prosvjetiteljstvo
Protivnici ideje o kršćanskim temeljima suvremene Europe nisu postojali do pojave protestantizma, kada se protukršćansko razmišljanje širilo i imalo svoje uporište u protukatoličanstvu, koje je bilo jednoo od glavnih stupova reformacijskog djelovanja. Protukatolčki stavovi iznosili su se ponajprije u znanstvenim krugovima protiv katoličkih znanstvenika i crkvenih znastvenih ustanova. Iako su katolički redovnici sakupljali, proučavali i prepisivali antičko naslijeđe, koje se izučavalo i u vidu filozofije, povijesti, fizike, zvjezdoznanstva i skolastike, humanisti i prosvjetitelji poriču crkvene zasluge izravno se vraćajući na antičku literaturu, koju su preveli i očuvali upravo kršćanski mislioci.
U 18. stoljeću Francuzi su,  poput primjerice Voltairea, vodili rasprave s Katoličkom Crkvom, optužujući ju za suradnju s apsolutnom monarhijom. Crkvu je zato trebalo prikazati u najgorem svijetlu. Voltaire je jednom napisao da je srednjovjekovna filozofija uzrokovala više štete za razum i opće obrazovanje nego posljedice napada Huna i Vandala. Ova retorika nastavlja se kroz sljedeća stoljeća, a povjesničari uglavnom ponavljaju ranije iznesene postavke koje s vremenom postaju uvriježeno mišljenje. Čak kada bi se i naišlo na nešto pozitivno iz 14. ili 15. stoljeća, to bi se jednostavno tumačilo kao predrenesansno, stvarajući i podržavajući tako dojam o „mračnom“ srednjem vijeku. Takvi stavovi pridonijeli su tomu da su svi mislioci prosvjetiteljstva optuživali religije kao nerazumne i protivne sveopćem razumu.

#### Stereotipi i neistine
Upravo u protkatoličkom raspoloženju novovjekovne Europe dolazi do stvaranja brojnih stereotipa, mitova i neistina o Crkvi, ali i o cijelom vremenu u kojem je imala značajan politički, kulturni i dr. utjecaj, ponajprije srednjem vijeku, koji se okarakterizirao "Mračnim dobom", suprotno svim povijesnim dokazima. Prije svega, razvoj srednjovjekovne tehnologije, na kojoj se temljio razvoj svih daljnih tehničkih znanosti, temeljio se na izumu kompasa, baruta i papira, koji su izuma pisma i kotača, neusporedivi s bilo kojim drugim novovjekovnim ili suvremenim izumima. Industrijska revolucija temeljila se na razvoju visoke peći u srednjem vijeku, kao i rudarskih tehnika i alata. Procvat arhitekture i umjetnosti upravo su omugućila tehnička dostignuća, koja su dovela do novih načina gradnje i oblikovanja. Moderna znanost se oslanja na otkrića i razvitak zvjezdoznanstva, matematike, geometrije, logike, optike, medicine i drugih znanosti, koji su učinili svećenici u srednjem vijeku. Ako bi se proučavao popis znanstvenika iz srednjeg vijeka, on bi gotovo isključivo obuhvaćao imena svećenika, redovnika, biskupa,  pa čak i kardinala.  Laici koji su ozbiljno proučavali znanost nisu se pojavili prije 16. i 17. stoljeća, pa čak i tada su svećenici činili velik dio onih koji su zauzeto radili na razvitku cijelog niza znanstvenih područja.

## Sadržaj
Izjava se sastoji od sveukupno 36 odijeljaka podijeljenih u 5 dijelova, čije su prve rečenice posebno istaknute. Ispod posljednjeg odijeljka nalaze se imena potpisnika i države iz kojih dolaze. Načinski, izjava je pisana kao poziv upućen javnosti (apel) u obliku eseja u kojem se razrađuju vrijednosne i političke teme vezane uz europsku sadašnjost i njezine moguće posljedice za budućnost.
Tekst izjave napisan je na 20 jezika: bugarskom, katalonskom, češkom, srpskom, njemačkom, engleskom, španjolskom, francuskom, talijanskom, latvijskom, litavskom, mađarskom, nizozemskom, poljskom, portugalskom, rumunjskom, slovenskom, slovačkom, švedskom i ukrajinskom.

## Potpisnici
- Phillipe Bénéton (Francuska)
- Rémi Brague (Francuska)
- Chantal Delsol (Francuska)
- Roman Joch (Češka)
- Lánczi András (Mađarska)
- Ryszard Legutko (Poljska)
- Roger Scruton (Ujedinjeno Kraljevstvo)
- Robert Spaemann (Njemačka)
- Bart Jan Spruyt (Nizozemska)
- Matthias Storme (Belgija)

Među potpisnicima istaknuti su priznati filozofi i europski konzervativni intelektualci Brague, Scruton i Spaemann.